# Yörükmezarı, Sinanpaşa
Yörükmezarı là một xã thuộc huyện Sinanpaşa, tỉnh Afyonkarahisar, Thổ Nhĩ Kỳ. Dân số thời điểm năm 2011 là 156 người.